# Резерфорд, Хейли
Хейли Браун-Резерфорд (англ. Hayley Brown-Rutherford, род. 17 июля 1980, Стирлинг) — австралийская профессиональная велогонщица.

## Карьера
В 1999 году Хейли Резерфорд заняла второе место в групповой гонке на чемпионате Океании.
Представляла свою страну на чемпионатах мира по шоссейному велоспорту в 2000, 2001, 2002 и 2004 годах. 
Хейли Резерфорд также принимала участие в Играх Содружества, где в 2002 году заняла четвёртое место в групповой гонке.
Становилась призёром чемпионата Австралии.

## Достижения
1999
2-я на чемпионате Океании — групповая гонка
2000
Мельбурн — Сорренто
2002
3 этапа Бей Классик
2-я на чемпионате Австралии — групповая гонка
2-я на Бей Классик
3-я на чемпионате Австралии — индивидуальная гонка
3-я на Трофи д’Ор
2003
2-я на Джиро дель Трентино-Альто-Адидже — Южный Тироль
3-я на Гран-при Бриссаго — Лаго-Маджоре
2004
2 этапа Бей Классик

### Статистика выступления наГранд-турах
| Гонка / Год          | 2000 | 2001 | 2003 | 2004 |
| -------------------- | ---- | ---- | ---- | ---- |
| Джиро д’Италия Донне | 54   | 35   | 23   | —    |
| Гранд Букль феминин  | DNF  | —    | DNF  | —    |
| Тур де л'Од феминин  | —    | 33   | —    | 53   |

### Рейтинги
| Год                 | 2000 | 2001  | 2002 | 2003 | 2004 | 2005 | 2006  |
| ------------------- | ---- | ----- | ---- | ---- | ---- | ---- | ----- |
| Мировой рейтинг UCI | -    | 115-й | 43-й | 73-й | 73-й | -    | 158-й |
| Мировой кубок UCI   | 31-й | 74-й  | 19-й | 81-й | 42-й | -    | -     |
|                     |      |       |      |      |      |      |       |
| Источник: UCI       |      |       |      |      |      |      |       |